# Yazid Dscharadat
Yazid „YapzOr“ Dscharadat (arabisch يزيد جرادات, DMG Yazīd Ǧarādāt, nach englischer Umschrift Yazied Jaradat, * 17. Oktober 1994) ist ein jordanischer E-Sportler, der in der Disziplin Dota 2 für Team Secret antritt. Er gewann zwei von Valve gesponserte Major-Turniere und erreichte bei The International 10 eine Platzierung unter den ersten Drei. Mit über 2.200.000 US-Dollar erspielten Preisprämien gehört Dscharadat zu den finanziell erfolgreichsten E-Sportlern.

## Karriere
Dscharadat begann 2011 seine E-Sports-Karriere im Spiel Defense of the Ancients. Im folgenden Jahr wechselte er zum Nachfolger Dota 2, konnte jedoch bis 2016 keinen internationalen Durchbruch in der Szene erreichen, als er dem europäischen Team No Diggity beitrat. Die Mannschaft qualifizierte sich für renommierte Turniere wie dem EPICENTER 2016 und wurde von der deutschen Organisation Escape Gaming unter Vertrag genommen. Außerdem spielte Dscharadat 2016 für Escape Gaming erstmals bei dem wichtigsten Dota-2-Turnier, The International. Nach einem halben Jahr trennte er sich von dem Team, um sich mit einer Gruppe ambitionierter Spieler unter dem Teamnamen B)ears für Major-Turniere zu qualifizieren. Die Gruppe scheiterte bei dem Versuch und löste sich nach vier Monaten auf.
Im Mai 2017 unterzeichnete Dscharadat einen Vertrag bei der europäischen Organisation Team Secret. Mit dem Team konnte er im Vorfeld von The International 2017 mehrere Podiumsplatzierungen erspielen, bei dem prestigeträchtigen Turnier schied das Team jedoch zu Beginn des Hauptevents gegen den späteren Sieger Team Liquid aus. Auch in der folgenden Saison konnte Dscharadat unter anderem zwei Ausgaben der DreamLeague gewinnen und erreichte bei The International 2018 die Runde der letzten Fünf. Ende 2018 zog er beim Kuala Lumpur Major ins Finale ein. Nach Jahreswechsel konnte Dscharadat mit Team Secret zwei von Valve gesponserte Major-Turniere in Folge gewinnen, das Chongqing Major und das MDL Disneyland Paris Major. Bei The International erreichte er in diesem Jahr mit dem vierten Platz, sein bis dahin bestes Ergebnis, als seine Mannschaft erneut von Team Liquid bezwungen wurde. In der aufgrund der COVID-19-Pandemie online stattfindende Saison 2020 dominierte Dscharadats Team die meisten Wettbewerbe und konnte neuen Turniere gewinnen. Im Folgejahr konnte er erneut eine persönliche Bestmarke bei einer Ausgabe von The International einstellen, als Team Secret den dritten Platz erreichte.

## Erfolge (Auswahl)
| Datum     | Platz | Turnier                                | Preisgeld |
| --------- | ----- | -------------------------------------- | --------- |
| Okt. 2017 | 2.    | ESL One Hamburg 2017                   | 040.000 $ |
| Dez. 2017 | 1.    | DreamLeague Season 8                   | 100.000 $ |
| März 2018 | 1.    | DreamLeague Season 9                   | 025.000 $ |
| Okt. 2018 | 1.    | ESL One Hamburg 2018                   | 025.000 $ |
| Nov. 2018 | 2.    | Kuala Lumpur Major 2018                | 034.000 $ |
| Jan. 2019 | 1.    | Chongqing Major 2019                   | 070.000 $ |
| Feb. 2019 | 1.    | ESL One Katowice 2019                  | 025.000 $ |
| Mai. 2019 | 1.    | MDL Disneyland Paris Major 2019        | 070.000 $ |
| Aug. 2019 | 4.    | The International 2019                 | 411.960 $ |
| Jan. 2020 | 1.    | DreamLeague Season 13                  | 060.000 $ |
| Sep. 2020 | 1.    | OMEGA League: Europe Immortal Division | 040.000 $ |
| Okt. 2021 | 3.    | The International 10                   | 720.320 $ |